# 사막의 여우 롬멜

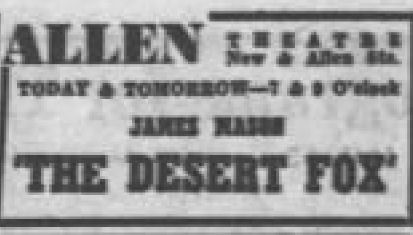
Allen Theater advertisement for the American biographical film The Desert Fox: The Story of Rommel (1951) - 13 Jan. 1952 Morning Call, Allentown PA

《사막의 여우》(The Desert Fox: The Story Of Rommel)는 미국에서 제작된 헨리 헤서웨이 감독의 1951년 액션, 드라마 흑백 영화이다. 제2차 세계 대전 후반의 육군 원수 에르빈 롬멜에 관해 다룬다. 제임스 메이슨 등이 주연으로 출연하였고 누널리 존슨 등이 제작에 참여하였다.

## 출연

### 주연
- 제임스 메이슨
- 제시카 탠디
- 세드릭 하드윅

### 조연
- 루더 애들러

## 기타
- 미술: 모리스 랜스포드
- 미술: 라일 R. 휠러
- 의상: 에드워드 스티븐슨